# Kvalifikace na Mistrovství Evropy ve fotbale 2016 – skupina D
Skupina D kvalifikace na Mistrovství Evropy ve fotbale 2016 byla jednou z 9 kvalifikačních skupin na tento šampionát. Postup na závěrečný turnaj si zajistily první dva týmy skupiny a to Německo a Polsko. Týmy ze třetích míst všech skupin byly seřazeny do žebříčku a nejlepší tým tohoto žebříčku postoupil také přímo. Zbylých osm týmů na třetích místech hrálo baráž, z této skupiny to bylo Irsko.

## Tabulka
| Legenda                                                                         |
| ------------------------------------------------------------------------------- |
| Vítěz skupiny a druhý v pořadí postupující přímo na šampionát                   |
| Třetí tým v pořadí hrál baráž o postup na šampionát                             |
| V křížové tabulce vpravo je domácí tým v levém sloupci, hostující v horní řadě. |
| Vítěz zápasu je zvýrazněn tučně.                                                |

| Tým       | Z  | V | R | P  | VG | IG | +/- | B  |
| --------- | -- | - | - | -- | -- | -- | --- | -- |
| Německo   | 10 | 7 | 1 | 2  | 24 | 9  | +15 | 22 |
| Polsko    | 10 | 6 | 3 | 1  | 33 | 10 | +23 | 21 |
| Irsko     | 10 | 5 | 3 | 2  | 19 | 7  | +12 | 18 |
| Skotsko   | 10 | 4 | 3 | 3  | 22 | 12 | +10 | 15 |
| Gruzie    | 10 | 3 | 0 | 7  | 10 | 16 | −6  | 9  |
| Gibraltar | 10 | 0 | 0 | 10 | 2  | 56 | −54 | 0  |

|           | Německo | Polsko | Irsko | Skotsko | Gruzie |     |
| --------- | ------- | ------ | ----- | ------- | ------ | --- |
| Německo   | —       | 3:1    | 1:1   | 2:1     | 2:1    | 4:0 |
| Polsko    | 2:0     | —      | 2:1   | 2:2     | 4:0    | 8:1 |
| Irsko     | 1:0     | 1:1    | —     | 1:1     | 1:0    | 7:0 |
| Skotsko   | 2:3     | 2:2    | 1:0   | —       | 1:0    | 6:1 |
| Gruzie    | 0:2     | 0:4    | 1:2   | 1:0     | —      | 4:0 |
| Gibraltar | 0:7     | 0:7    | 0:4   | 0:6     | 0:3    | —   |

## Zápasy
Všechny časy zápasů jsou v SEČ nebo SELČ.
| 7. září 2014 18:00 |        |                  |                                                                                         |
| Gruzie             | 1 : 2  | Irsko            | Dinamo Arena Borise Paichadze, Tbilisi diváci: 22 000 rozhodčí: Kevin Blom (Nizozemsko) |
| Okriašvili 38'     | Zpráva | McGeady 24', 90' | Dinamo Arena Borise Paichadze, Tbilisi diváci: 22 000 rozhodčí: Kevin Blom (Nizozemsko) |

| 7. září 2014 20:45 |        |          |                                                                                 |
| Německo            | 2 : 1  | Skotsko  | Signal Iduna Park, Dortmund diváci: 60 209 rozhodčí: Svein Oddvar Moen (Norsko) |
| Müller 18', 70'    | Zpráva | Anya 66' | Signal Iduna Park, Dortmund diváci: 60 209 rozhodčí: Svein Oddvar Moen (Norsko) |

| 7. září 2014 20:45 |        |                                                                |                                                                                                 |
| Gibraltar          | 0 : 7  | Polsko                                                         | Estádio Algarve, Faro / Loulé, Portugalsko diváci: 1 620 rozhodčí: Stefan Johannesson (Švédsko) |
|                    | Zpráva | Grosicki 11', 48' Lewandowski 50', 53', 86', 90+2' Szukała 58' | Estádio Algarve, Faro / Loulé, Portugalsko diváci: 1 620 rozhodčí: Stefan Johannesson (Švédsko) |

| 11. října 2014 18:00                                                       |        |           |                                                                        |
| Irsko                                                                      | 7 : 0  | Gibraltar | Aviva Stadium, Dublin diváci: 35 123 rozhodčí: Leontios Trattou (Kypr) |
| Keane 6', 14', 18' (pen.) McClean 46', 53' J. Perez 52' (vl.) Hoolahan 56' | Zpráva |           | Aviva Stadium, Dublin diváci: 35 123 rozhodčí: Leontios Trattou (Kypr) |

| 11. října 2014 18:00 |        |        |                                                                          |
| Skotsko              | 1 : 0  | Gruzie | Ibrox Stadium, Glasgow diváci: 48 000 rozhodčí: Miroslav Zelinka (Česko) |
| Chubutija 28' (vl.)  | Zpráva |        | Ibrox Stadium, Glasgow diváci: 48 000 rozhodčí: Miroslav Zelinka (Česko) |

| 11. října 2014 20:45 |        |         |                                                                               |
| Polsko               | 2 : 0  | Německo | Národní stadion, Varšava diváci: 56 934 rozhodčí: Pedro Proença (Portugalsko) |
| Milik 51' Mila 88'   | Zpráva |         | Národní stadion, Varšava diváci: 56 934 rozhodčí: Pedro Proença (Portugalsko) |

| 14. října 2014 20:45 |        |              |                                                                                 |
| Německo              | 1 : 1  | Irsko        | Veltins-Arena, Gelsenkirchen diváci: 52 000 rozhodčí: Damir Skomina (Slovinsko) |
| Kroos 71'            | Zpráva | O'Shea 90+4' | Veltins-Arena, Gelsenkirchen diváci: 52 000 rozhodčí: Damir Skomina (Slovinsko) |

| 14. října 2014 20:45 |        |                                         |                                                                                            |
| Gibraltar            | 0 : 3  | Gruzie                                  | Estádio Algarve, Faro / Loulé, Portugalsko diváci: 600 rozhodčí: Harald Lechner (Rakousko) |
|                      | Zpráva | Gelašvili 9' Okriašvili 19' Kankava 69' | Estádio Algarve, Faro / Loulé, Portugalsko diváci: 600 rozhodčí: Harald Lechner (Rakousko) |

| 14. října 2014 20:45    |        |                          |                                                                                        |
| Polsko                  | 2 : 2  | Skotsko                  | Národní stadion, Varšava diváci: 55 197 rozhodčí: Alberto Undiano Mallenco (Španělsko) |
| Mączyński 11' Milik 76' | Zpráva | Maloney 18' Naismith 57' | Národní stadion, Varšava diváci: 55 197 rozhodčí: Alberto Undiano Mallenco (Španělsko) |

| 14. listopadu 2014 18:00 |        |                                              |                                                                                            |
| Gruzie                   | 0 : 4  | Polsko                                       | Dinamo Arena Borise Paichadze, Tbilisi diváci: 18 000 rozhodčí: Paolo Tagliavento (Itálie) |
|                          | Zpráva | Glik 51' Krychowiak 71' Mila 73' Milik 90+2' | Dinamo Arena Borise Paichadze, Tbilisi diváci: 18 000 rozhodčí: Paolo Tagliavento (Itálie) |

| 14. listopadu 2014 20:45                   |        |           |                                                                                |
| Německo                                    | 4 : 0  | Gibraltar | Grundig Stadion, Norimberk diváci: 44 380 rozhodčí: Alexandru Tudor (Rumunsko) |
| Müller 12', 29' Götze 38' Santos 67' (vl.) | Zpráva |           | Grundig Stadion, Norimberk diváci: 44 380 rozhodčí: Alexandru Tudor (Rumunsko) |

| 14. listopadu 2014 20:45 |        |       |                                                                      |
| Skotsko                  | 1 : 0  | Irsko | Celtic Park, Glasgow diváci: 60 000 rozhodčí: Milorad Mažić (Srbsko) |
| Maloney 75'              | Zpráva |       | Celtic Park, Glasgow diváci: 60 000 rozhodčí: Milorad Mažić (Srbsko) |

| 29. března 2015 18:00 |        |                     |                                                                                          |
| Gruzie                | 0 : 2  | Německo             | Dinamo Arena Borise Paichadze, Tbilisi diváci: 54 549 rozhodčí: Clément Turpin (Francie) |
|                       | Zpráva | Reus 39' Müller 44' | Dinamo Arena Borise Paichadze, Tbilisi diváci: 54 549 rozhodčí: Clément Turpin (Francie) |

| 29. března 2015 18:00                                                 |        |                 |                                                                            |
| Skotsko                                                               | 6 : 1  | Gibraltar       | Hampden Park, Glasgow diváci: 34 255 rozhodčí: Mattias Gestranius (Finsko) |
| Maloney 18' (pen.), 34' (pen.) S. Fletcher 29', 77', 90' Naismith 39' | Zpráva | L. Casciaro 20' | Hampden Park, Glasgow diváci: 34 255 rozhodčí: Mattias Gestranius (Finsko) |

| 29. března 2015 20:45 |        |            |                                                                         |
| Irsko                 | 1 : 1  | Polsko     | Aviva Stadium, Dublin diváci: 50 500 rozhodčí: Jonas Eriksson (Švédsko) |
| Long 90+1'            | Zpráva | Peszko 26' | Aviva Stadium, Dublin diváci: 50 500 rozhodčí: Jonas Eriksson (Švédsko) |

| 13. června 2015 18:00                   |        |        |                                                                               |
| Polsko                                  | 4 : 0  | Gruzie | Národní stadion, Varšava diváci: 56 512 rozhodčí: Alexej Kulbakov (Bělorusko) |
| Milik 62' Lewandowski 89', 90+2', 90+3' | Zpráva |        | Národní stadion, Varšava diváci: 56 512 rozhodčí: Alexej Kulbakov (Bělorusko) |

| 13. června 2015 18:00 |        |                  |                                                                        |
| Irsko                 | 1 : 1  | Skotsko          | Aviva Stadium, Dublin diváci: 49 063 rozhodčí: Nicola Rizzoli (Itálie) |
| Walters 38'           | Zpráva | O'Shea 47' (vl.) | Aviva Stadium, Dublin diváci: 49 063 rozhodčí: Nicola Rizzoli (Itálie) |

| 13. června 2015 20:45 |        |                                                                  |                                                                                           |
| Gibraltar             | 0 : 7  | Německo                                                          | Estádio Algarve, Faro / Loulé, Portugalsko diváci: 7 467 rozhodčí: Clayton Pisani (Malta) |
|                       | Zpráva | Schürrle 28', 65', 71' Kruse 47', 81' Gündoğan 51' Bellarabi 57' | Estádio Algarve, Faro / Loulé, Portugalsko diváci: 7 467 rozhodčí: Clayton Pisani (Malta) |

| 4. září 2015 18:00 |        |         |                                                                                           |
| Gruzie             | 1 : 0  | Skotsko | Dinamo Arena Borise Paichadze, Tbilisi diváci: 23 000 rozhodčí: Ovidiu Haţegan (Rumunsko) |
| Kazajšvili 38'     | Zpráva |         | Dinamo Arena Borise Paichadze, Tbilisi diváci: 23 000 rozhodčí: Ovidiu Haţegan (Rumunsko) |

| 4. září 2015 20:45        |        |                 |                                                                                           |
| Německo                   | 3 : 1  | Polsko          | Commerzbank-Arena, Frankfurt nad Mohanem diváci: 48 500 rozhodčí: Nicola Rizzoli (Itálie) |
| Müller 12' Götze 19', 82' | Zpráva | Lewandowski 37' | Commerzbank-Arena, Frankfurt nad Mohanem diváci: 48 500 rozhodčí: Nicola Rizzoli (Itálie) |

| 4. září 2015 20:45 |        |                                             |                                                                                                  |
| Gibraltar          | 0 : 4  | Irsko                                       | Estádio Algarve, Faro / Loulé, Portugalsko diváci: 5 393 rozhodčí: Marijo Strahonja (Chorvatsko) |
|                    | Zpráva | Christie 27' Keane 49', 51' (pen.) Long 79' | Estádio Algarve, Faro / Loulé, Portugalsko diváci: 5 393 rozhodčí: Marijo Strahonja (Chorvatsko) |

| 7. září 2015 20:45                                                                          |        |             |                                                                             |
| Polsko                                                                                      | 8 : 1  | Gibraltar   | Národní stadion, Varšava diváci: 27 763 rozhodčí: Gediminas Mažeika (Litva) |
| Grosicki 8', 15' Lewandowski 18', 29' Milik 56', 72' Błaszczykowski 59' (pen.) Kapustka 73' | Zpráva | Gosling 87' | Národní stadion, Varšava diváci: 27 763 rozhodčí: Gediminas Mažeika (Litva) |

| 7. září 2015 20:45 |        |        |                                                                      |
| Irsko              | 1 : 0  | Gruzie | Aviva Stadium, Dublin diváci: 27 200 rozhodčí: István Vad (Maďarsko) |
| Walters 69'        | Zpráva |        | Aviva Stadium, Dublin diváci: 27 200 rozhodčí: István Vad (Maďarsko) |

| 7. září 2015 20:45             |        |                              |                                                                           |
| Skotsko                        | 2 : 3  | Německo                      | Hampden Park, Glasgow diváci: 50 753 rozhodčí: Björn Kuipers (Nizozemsko) |
| Hummels 28' (vl.) McArthur 43' | Zpráva | Müller 18', 34' Gündoğan 54' | Hampden Park, Glasgow diváci: 50 753 rozhodčí: Björn Kuipers (Nizozemsko) |

| 8. října 2015 18:00                                   |        |           |                                                                                         |
| Gruzie                                                | 4 : 0  | Gibraltar | Dinamo Arena Borise Paichadze, Tbilisi diváci: 11 330 rozhodčí: Serhij Bojko (Ukrajina) |
| Vacadze 30', 45' Okriašvili 35' (pen.) Kazajšvili 87' | Zpráva |           | Dinamo Arena Borise Paichadze, Tbilisi diváci: 11 330 rozhodčí: Serhij Bojko (Ukrajina) |

| 8. října 2015 20:45 |        |         |                                                                                    |
| Irsko               | 1 : 0  | Německo | Aviva Stadium, Dublin diváci: 50 604 rozhodčí: Carlos Velasco Carballo (Španělsko) |
| Long 70'            | Zpráva |         | Aviva Stadium, Dublin diváci: 50 604 rozhodčí: Carlos Velasco Carballo (Španělsko) |

| 8. října 2015 20:45         |        |                       |                                                                         |
| Skotsko                     | 2 : 2  | Polsko                | Hampden Park, Glasgow diváci: 49 359 rozhodčí: Viktor Kassai (Maďarsko) |
| Ritchie 45' S. Fletcher 62' | Zpráva | Lewandowski 3', 90+4' | Hampden Park, Glasgow diváci: 49 359 rozhodčí: Viktor Kassai (Maďarsko) |

| 11. října 2015 20:45        |        |             |                                                                        |
| Německo                     | 2 : 1  | Gruzie      | Red Bull Arena, Lipsko diváci: 43 630 rozhodčí: Pavel Královec (Česko) |
| Müller 50' (pen.) Kruse 79' | Zpráva | Kankava 53' | Red Bull Arena, Lipsko diváci: 43 630 rozhodčí: Pavel Královec (Česko) |

| 11. října 2015 20:45 |        |                                                                    |                                                                                                 |
| Gibraltar            | 0 : 6  | Skotsko                                                            | Estádio Algarve, Faro / Loulé, Portugalsko diváci: 12 401 rozhodčí: Alexej Kulbakov (Bělorusko) |
|                      | Zpráva | C. Martin 25' Maloney 39' S. Fletcher 52', 56', 85' Naismith 90+1' | Estádio Algarve, Faro / Loulé, Portugalsko diváci: 12 401 rozhodčí: Alexej Kulbakov (Bělorusko) |

| 11. října 2015 20:45           |        |                    |                                                                          |
| Polsko                         | 2 : 1  | Irsko              | Národní stadion, Varšava diváci: 57 497 rozhodčí: Cüneyt Çakır (Turecko) |
| Krychowiak 13' Lewandowski 42' | Zpráva | Walters 16' (pen.) | Národní stadion, Varšava diváci: 57 497 rozhodčí: Cüneyt Çakır (Turecko) |

## Statistiky

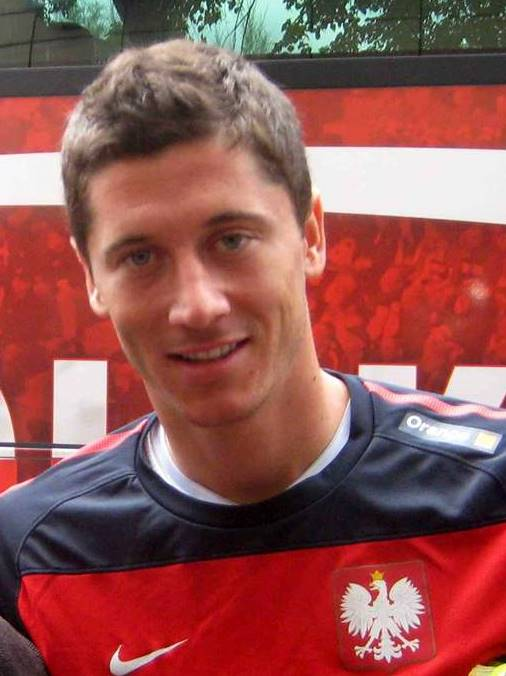
Polák Robert Lewandowski se stal se 13 trefami nejlepším střelcem skupiny

### Střelci
Přehled střelců skupiny D.
13 gólů
- Robert Lewandowski

9 gólů
- Thomas Müller

7 gólů
- Steven Fletcher

6 gólů
- Arkadiusz Milik

5 gólů
- Robbie Keane
- Shaun Maloney

4 góly
- Kamil Grosicki

3 góly
- Shane Long
- Jonathan Walters
- Tornike Okriašvili
- Mario Götze
- Max Kruse
- André Schürrle
- Steven Naismith

2 góly
- Džaba Kankava
- Valeri Kazajšvili
- Mate Vacadze
- James McClean
- Aiden McGeady
- İlkay Gündoğan
- Grzegorz Krychowiak
- Sebastian Mila

1 gól
- Lee Casciaro
- Jake Gosling
- Nikoloz Gelašvili
- Cyrus Christie
- Wes Hoolahan
- John O'Shea
- Karim Bellarabi
- Toni Kroos
- Marco Reus
- Jakub Błaszczykowski
- Kamil Glik
- Bartosz Kapustka
- Krzysztof Mączyński
- Sławomir Peszko
- Łukasz Szukała
- Ikechi Anya
- Chris Martin
- James McArthur
- Matt Ritchie

Vlastní branka
- Jordan Perez (proti Irsku)
- Yogan Santos (proti Německu)
- Akaki Chubutija (proti Skotsku)
- John O'Shea (proti Skotsku)
- Mats Hummels (proti Skotsku)

### Asistence
Přehled asistentů skupiny D.
5 asistencí
- Arkadiusz Milik

4 asistence
- Mesut Özil
- Kamil Grosicki
- Robert Lewandowski
- Krzysztof Mączyński

3 asistence
- Jeffrey Hendrick
- Max Kruse
- Shaun Maloney

2 asistence
- Wesley Hoolahan
- Robbie Keane
- Jonas Hector
- Thomas Müller
- Lukas Podolski
- Grzegorz Krychowiak
- Maciej Rybus
- Ikechi Anya
- Steven Fletcher
- Steven Naismith

1 asistence
- Kyle Casciaro
- Aaron Payas
- Jano Ananidze
- Giorgi Čanturia
- Aleksandre Kobakhidze
- Nika Kvekveskiri
- Solomon Kvirkvelia
- Levan Mčedlidze
- Séamus Coleman
- James McCarthy
- Aiden McGeady
- Daryl Murphy
- Darren Randolph
- Emre Can
- Mario Götze
- İlkay Gündoğan
- Benedikt Höwedes
- Shkodran Mustafi
- Sebastian Rudy
- André Schürrle
- Jakub Błaszczykowski
- Kamil Glik
- Artur Jędrzejczyk
- Mateusz Klich
- Łukasz Piszczek
- Filip Starzyński
- Jakub Wawrzyniak
- Barry Bannan
- Scott Brown
- Graham Dorrans
- James Forrest
- Gordon Greer
- Alan Hutton
- Chris Martin
- James Morrison
- Matt Ritchie
- Jordan Rhodes

## Absence hráčů
Následující hráč nemohl v důsledku trestu nastoupit v některém z utkání kvalifikace.
| Tým     | Hráč            | Přestupek | Délka trestu                            |
| ------- | --------------- | --- | --------------------------------------- |
| Irsko   | James McClean   | nahromadění žlutých karet proti: Skotsku (14. listopadu 2014) Skotsku (13. června 2015) Gruzii (7. září 2015) | 1 utkání proti Německu (8. října 2015)  |
| Irsko   | Glenn Whelan    | nahromadění žlutých karet proti: Německu (14. října 2014) Skotsku (13. června 2015) Gruzii (7. září 2015)     | 1 utkání proti Polsku (8. října 2015)   |
| Polsko  | Kamil Glik      | nahromadění žlutých karet proti: Gibraltaru (7. září 2014) Německu (11. října 2014) Irsku (29. března 2015)   | 1 utkání proti Gruzii (13. června 2015) |
| Skotsko | Charlie Mulgrew | vyloučení po druhé žluté kartě proti Německu (7. září 2014)                                                   | 1 utkání proti Gruzii (11. října 2014)  |
| Skotsko | James Morrison  | nahromadění žlutých karet proti: Německu (7. září 2014) Gruzii (11. října 2014) Německu (7. září 2015)        | 1 utkání proti Polsku (8. října 2015)   |